# Programmations des Eurockéennes de Belfort

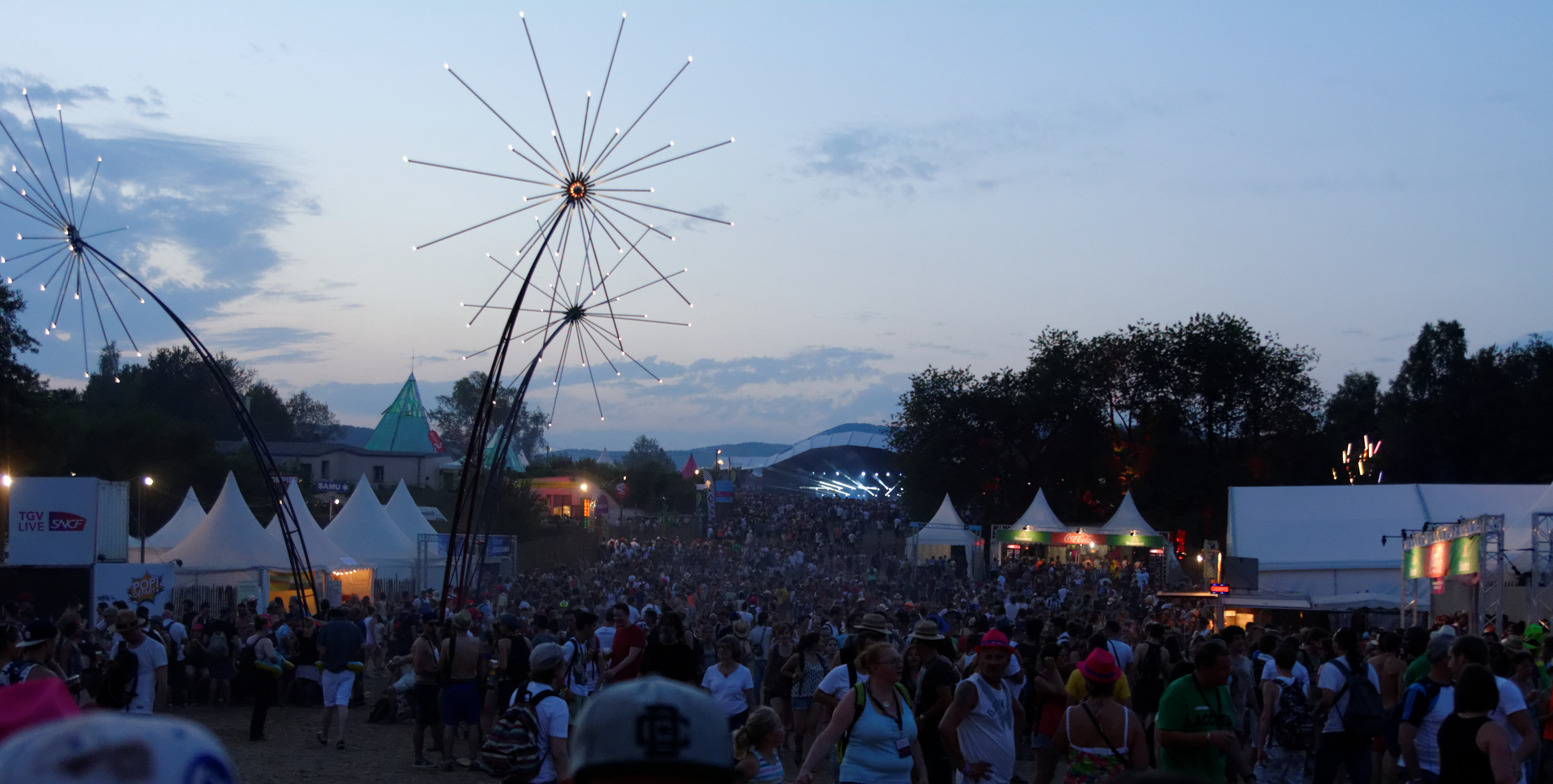
Le site du Malsaucy le 4 juillet 2015 au soir.

Les programmations du festival des Eurockéennes de Belfort sont axées « sur le rock et les musiques actuelles »,.